# Sumatra-Bergratte
Die Sumatra-Bergratte (Rattus korinchi) ist ein auf Sumatra endemisches Nagetier in der Gattung der Ratten. Sie ist nah mit anderen Gattungsvertretern, die auf dieser Insel leben, verwandt. Der Artzusatz im wissenschaftlichen Namen bezieht sich auf den Fundort des Typusexemplars am Vulkan Kerinci.

## Merkmale
Diese mittelgroße Ratte erreicht eine Kopf-Rumpf-Länge von 166 bis 169 mm und eine Schwanzlänge von 209 bis 234 mm. Die Ohren sind etwa 23 mm lang und die Länge der Hinterfüße beträgt etwa 35 mm. Gewichtsangaben fehlen. Oberseits ist rehkitzfarbenes Fell vorhanden, das auf dem Rücken durch einige eingestreute schwarze Haare dunkler ist. Die helleren Haare besitzen kurze graue Spitzen. Für die hellgraue Unterseite sind weißliche Flecken auf der Kehle, der Brust und im Leistenbereich typisch. Kennzeichnend für die Füße ist ein dunklerer brauner Streifen auf der Mitte der Oberseite und kurze scharfe Krallen. Die braunen Ohren sind nur spärlich behaart. Zusätzlich ist der Schwanz braun mit wenigen kurzen Haare und etwas längeren grauen Haaren an der Spitze. Von den paarig angeordneten Zitzen liegen zwei auf der Brust und vier im Leistenbereich.

## Verbreitung und Lebensweise
Diese Ratte ist nur aus dem Umfeld des Vulkans Kerinci und aus einem Bergland im Norden der Provinz Sumatra Barat bekannt. Der erste Fund stammte von 2225 Meter Höhe. Die Art hält sich in feuchten moosbewachsenen Bergwäldern auf. Weitere Informationen zum Verhalten liegen nicht vor.

## Gefährdung
Waldrodungen finden vorwiegend in tieferen Lagen statt, doch wenn diese erschöpft sind, können Landschaftsveränderungen im Gebirge stattfinden. Angaben zur Größe der Population und zur Anpassungsfähigkeit der Art liegen nicht vor. Die IUCN listet die Sumatra-Bergratte deshalb mit unzureichende Datenlage (data deficient).